# Franzbrötchen

Il Franzbrötchen (tedesco: [ˈfʁantsˌbʁøːtçɛn] ⓘ) è una piccola pasta dolce cotta con burro e cannella, simile a un rotolo alla cannella. A volte vengono utilizzati anche altri ingredienti, come il cioccolato o l'uvetta. È un tipo di dolce che si trova comunemente nel nord della Germania, in particolare ad Amburgo, e viene solitamente servito a colazione, ma viene gustato anche insieme a caffè e torte. Come indica il nome, il Franzbrötchen è stato probabilmente ispirato dalla pasticceria francese. Originariamente si potevano trovare solo nella regione di Amburgo, ma ora i Franzbrötchen si trovano anche a Brema, Berlino e in altre città tedesche.